# Minerva (рід птахів)
Minerva — викопний рід сов вимерлої родини Protostrigidae, що мешкав в еоцені в Північній Америці.